# 溪湖区
溪湖区是中国辽宁省本溪市所辖的一个市辖区，因境内本溪湖得名。區人民政府駐河東街道。

## 历史
溪湖地区（河东、河西两街道）是现代本溪市的发源地，20世纪50年代之前亦曾是本溪市的政治、经济和文化中心。1948年中国人民解放军收复本溪后，溪湖地区分设河东、河西两区，1955年合并为本溪区，翌年更名为溪湖区。1984年，原属立新区的彩屯、彩北、竖井、东风等乡镇及街道划入溪湖区，形成现在的规模。

## 人口
根據第七次人口普查數據，截至2020年11月1日零時，溪湖區常住人口為204660人。

## 行政区划
溪湖区下辖7个街道办事处：
河东街道、河西街道、彩屯街道、东风街道、石桥子街道、日月岛街道和火连寨街道。其中石桥子、日月岛两街道实际由本溪高新区管辖，本溪市人民政府所在地也位于高新区境内。